# 对一个不容怀疑的公民的调查
《对一个不容怀疑的公民的调查》（Indagine su un cittadino al di sopra di ogni sospetto）是一部1970年的意大利电影。曾获奥斯卡最佳外语片奖、国际影评人协会奖、戛纳电影节评审团大奖。
本片导演拍摄此片时不堪右派的干扰避居法国。配乐是著名作曲家恩尼奥·莫里科内，他是在只读剧本未看电影时写作的，西西里风格的曲调由管弦乐、口技等组成，轻快滑稽，第一主题在片尾处得到变奏。

## 情节
影片讲述一名警务监察员，认识了情妇奥古斯塔·特泽，他常与她玩一些以性犯罪为题材的游戏，并拍摄了不少变态照片。一日他终于不堪其扰，将特泽杀害。警官由凶杀处升职安全处，假装尽力调查此案，还发表一些慷慨陈词的政治演说。特泽丈夫被调查，但警官帮他洗脱了嫌疑。凶案现场留下了警官的蓝领带碎屑，警官因此受到怀疑，他撕毁了领带丢进马桶。左派学生运动甚嚣尘上，学运的领袖原是特泽夫人的另一情人，他那天曾在特泽公寓外撞到警官，因游行被捕后当面质问警官。警官终于不堪道德压力，承认罪行，可是众同僚却举出了他无罪的“证据”进行诱导。警官精神崩溃，承认了自己是个“不容怀疑的公民”。

## 外部連結
- 互联网电影数据库（IMDb）上《对一个不容怀疑的公民的调查》的资料（英文）
- AllMovie上《对一个不容怀疑的公民的调查》的资料（英文）
- 豆瓣电影上《对一个不容怀疑的公民的调查》的資料 （简体中文）
- 爛番茄上《对一个不容怀疑的公民的调查》的資料（英文）